# Hogna landanella
Hogna landanella Roewer, 1959 è un ragno appartenente alla famiglia Lycosidae.

## Caratteristiche
Le coxae e gli altri segmenti delle zampe sono di un color giallo ruggine, come anche i cheliceri e i pedipalpi.
L'olotipo femminile rinvenuto ha lunghezza totale è di 20 mm; la lunghezza del cefalotorace è di 9,0 mm; e quella dell'opistosoma è di 11,0 mm.

## Distribuzione
La specie è stata reperita in Angola settentrionale: nei pressi della località di Landana, nell'enclave zairese meridionale della provincia di Cabinda.

## Tassonomia
Al 2017 non sono note sottospecie e dal 1959 non sono stati esaminati nuovi esemplari.